# Tusen strålande solar
Tusen strålande solar är en roman av författaren Khaled Hosseini. Den utgavs första gången 2007, och översattes samma år till svenska. Boken utspelar sig, likt Flyga drake, i Kabul, Afghanistan

## Handling
Mariam är bara femton år gammal, oäkting, fattig och utan utbildning när hon tvingas resa till Kabul för att gifta sig med en trettio år äldre man. Efter nästan tjugo år i ett kärlekslöst och våldsamt äktenskap får Mariam sällskap i sin olycka av den unga Laila - hustru nummer två som tvingas glömma sin kärlek till grannpojken efter att hennes föräldrar dött i ett bombdåd. Medan de båda kvinnorna uthärdar det ständigt upptrappande våldet, i hemmet såväl som på Kabuls gator, kommer de varandra allt närmare.